# 苏什扬特
苏什扬特（羅馬化：saoš́iiaṇt̰）是阿維斯陀語的一个术语，字面意思是“带来福乐的人”。在祆教中，苏什扬特是末世救世主，他带来了“弗拉绍克勒蒂”，即宇宙的最终更新，届时邪恶将被消灭。